# Luntoberget
Luntoberget är en kulle i Sjundeå i Finland. Kullen är den högsta punkten i Sjundeå kyrkoby med 92 meter över havsnivå. Luntoberget är känt för gravrösen från bronsåldern.
I Sjundeå liksom i andra delar av Nyland har man kartlagt värdefulla bergsområden av riksintresse. Luntoberget är ett av tillsammans 14 värdefulla bergsområden av riksintresse i Sjundeå. Markområdets ägare, Sjundeå kyrkliga samfällighet, grundade ett naturskyddsområde enligt Metso-programmet på Luntoberget år 2022.